# Койсуг (река)
Ко́йсуг (прежнее название — Койсю́га) — река в Ростовской области России, левый приток Дона. Длина — 55 км.
Код объекта в государственном водном реестре — 05010500912107000000092.

## Течение
Койсуг — один из последних левых притоков Дона, остаток бывшего рукава Дона.
Койсуг берёт начало от Койсугского озера (плёса), в 3-4 км выше Батайска. Пройдя железнодорожный мост на 8 км от города Ростова-на-Дону, река делится на два рукава, из которых первый проходит по краю города Батайск и села Койсуг, а второй впадает в плёс под железнодорожным мостом на 6-м километре. Плёс длиною до 1 км, шириною около 0,5 км и глубиною до 1 м.

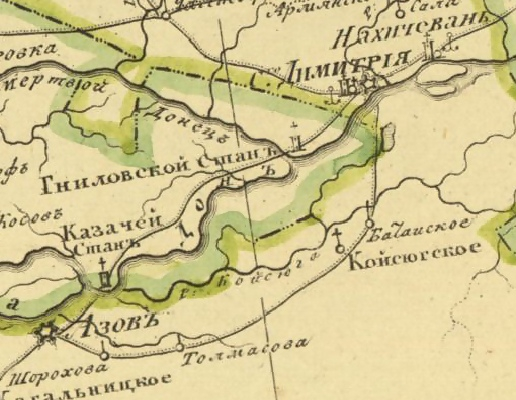
Койсюга на карте России 1816 года.

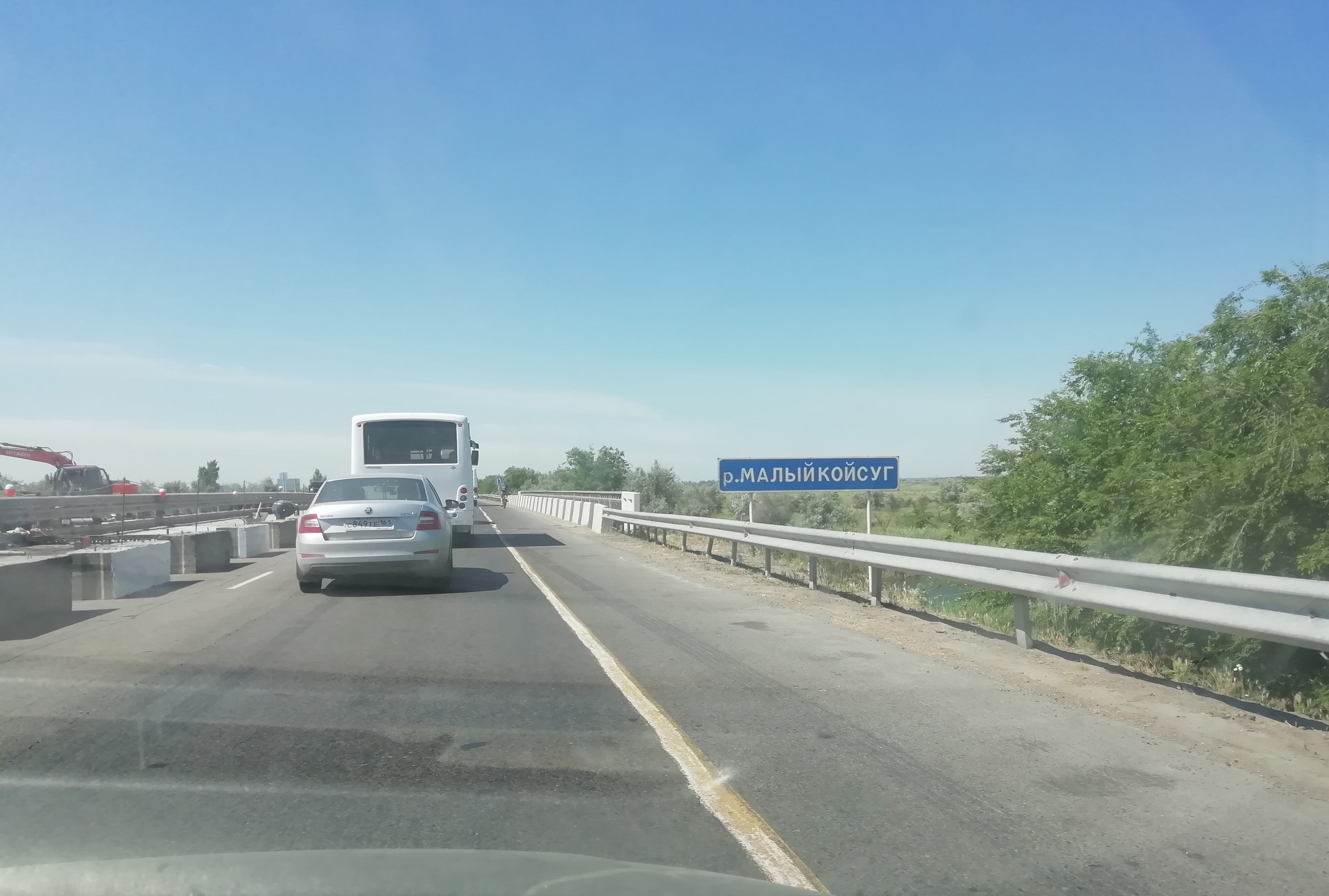
Мост через Койсуг на автодороге из Ростова-на-Дону в Азов

Из плёса вытекает другой рукав — Чмутовка с ериками Кобылятным и Прорвой. Кроме того, из плёса берёт начало Моечный ерик, текущий в обратном направлении и впадающий в Дон против Будённовского проспекта города Ростова-на-Дону около городского пляжа.
После слияния основного рукава с Чмутовкой начинается собственно Койсуг, имеющий извилистое течение. Притоками служат сухие балки — Мокрый и Сухой Батай.
При высоких водах Дона долина Койсуга затопляется донской водой, при низких — река служит сбросным коллектором для вод, покрывающих пойму. Скорости воды в межень ничтожны и не превышают 3-5 см/сек. При сгонных ветрах река иногда прекращает течение и пересыхает. Поэтому сток реки находится в зависимости от состояния уровня Дона.
Ширина реки в нижней части около 100—200 м, при глубине 1,1−2,5 м. Дно сильно заилено и заросло камышом и водорослями. В устье имеется перекат с глубинами от 0,4 до 0,9 м.
Койсуг впадает в Дон в дельте между хутором Колузаево на правой стороне и хутором Усть-Койсуг на левом берегу Дона.

## Притоки
- Чмутовая
- Чертановка

## Населённые пункты
- Батайск
- Койсуг (также Западный Батайск) — микрорайон города Батайска, бывшее село Койсуг
- Койсуг — современный посёлок, примыкает к Койсугу (Западному Батайску)
- Усть-Койсуг — хутор в Азовском районе Ростовской области